# Mariestads Musikarkiv
Mariestads Musikarkiv Cantus Durus är en förening som drivs i syfte att bevara alla slags noter, musiklitteratur m.m för att den  musikintresserade ska kunna komma och titta, forska och låna för eget bruk eller för  kören, orkestern eller gruppen man är med i.
Arkivet har ca 1200 hyllmeter noter för fiol, gitarr och piano, noter från alla kända klassiska tonsättare, körnoter, barnvisor, religiös musik och arrangemang av olika slag. Även musikböcker, musiktidningar, program och sånghäften ingår i samlingarna.